# Desert costaner

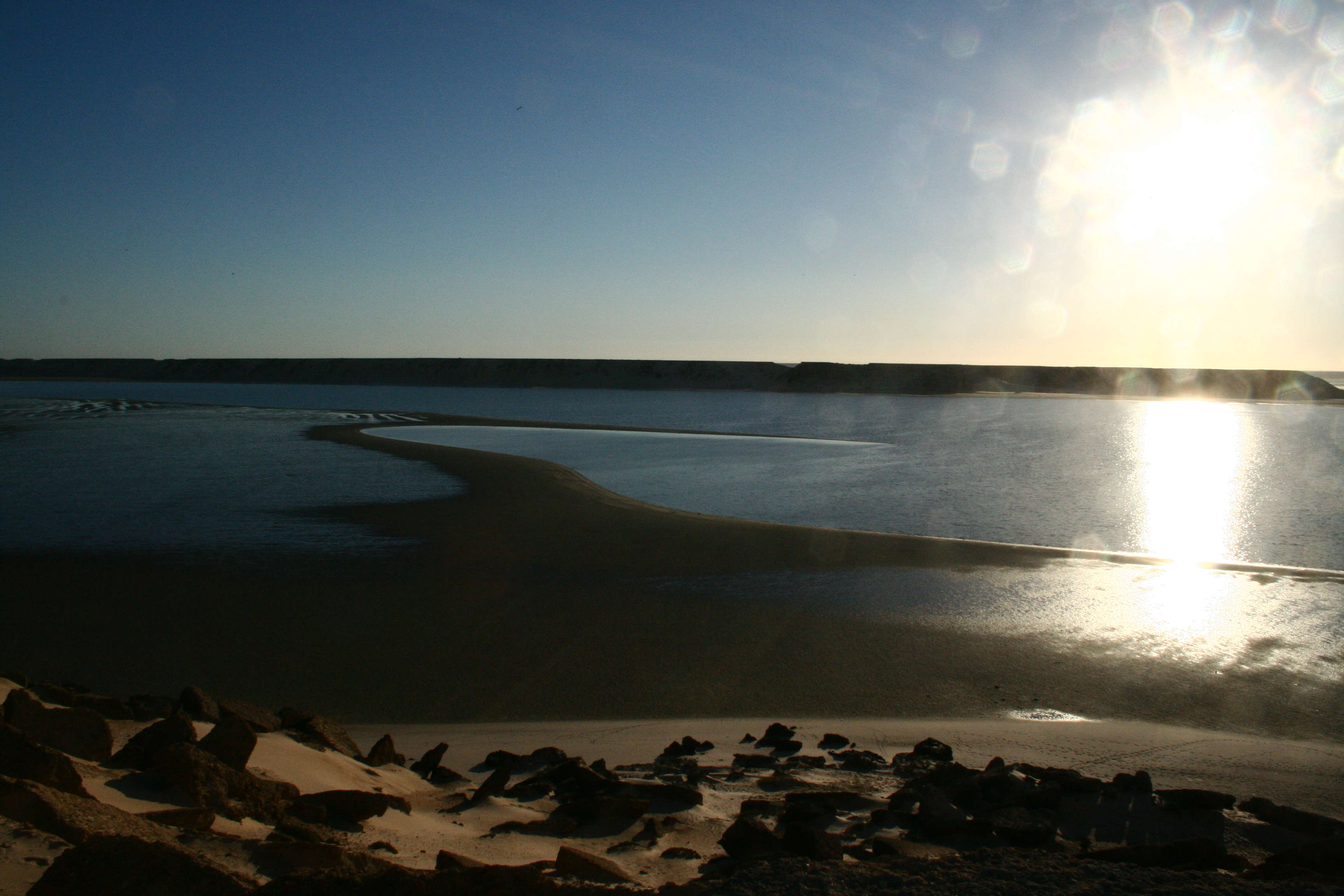
desert costaner Atlàntic a Dakhla (Sàhara occidental

Un desert costaner o desert litoral és on domina un paisatge desèrtic que generalment es troba en les vessants occidentals dels continents prop del tròpic de Càncer i el tròpic de Capricorn.

## Clima
Els deserts costaners es troben sota climes de càlids a frescos i dins dels reialmes neotropical i neàrtic. Els hiverns són normalment frescos i curts i els estius llargs i càlids.
Les terres amb aquest clima estan afectades per corrents marítims freds que discorren paral·lels a la costa. Com que el sistema de vents locals està dominat pels alisis aquests deserts són menys estables que altres tipus de deserts. La boira d'hivern produïda per l'aflorament dels corrents freds amb freqüència penetren en els deserts costaners i bloquegen la radiació solar. Els deserts costaners són relativament complexos perquè s'hi ajunten els sistemes terrestres, oceànics i atmosfèrics.

## Sòls
Els sòls són principalment sorrencs i alcalins, de vegades salins, també són molt porosos per la qual cosa l'aigua hi penetra ràpid.

## Tipus de flora
La majoria de la flora té fulles primes amb alta retenció d'aigua i les seves arrels estan properes a la superfície per recollir el màxim de pluja abans que dreni cap a l'interior del sòl. Algunes plantes com la tillandsia estan adaptades per capturar la humitat de la boira.

## Fauna
S'hi troben amfibis de pell rugosa, ocells depredadors, mamífers, rèptils i insectes excavadors, la majoria d'hàbits nocturns durant els mesos càlids.

## Principals deserts costaners
- El desert costaner d'Atacama a Amèrica del Sud és el desert més sec de la Terra. Allí una pluja mesurable d'un litre o més de pluja pot tenir una freqüència de tan sols una vegada cada 5 a 20 anys.
- Desert costaner de l'Atlàntic (Sàhara occidental)
- Desert de Namíbia